# San Marino en los Juegos Olímpicos de Moscú 1980
San Marino estuvo representado en los Juegos Olímpicos de Moscú 1980 por un total de 16 deportistas masculinos que compitieron en 5 deportes.
El equipo olímpico sanmarinense no obtuvo ninguna medalla en estos Juegos.